# ولری برونی تدسکی
ولری برونی تدسکی (فرانسوی: Valeria Bruni Tedeschi‎؛ زاده ۱۶ نوامبر ۱۹۶۴) یک هنرپیشه اهل فرانسه است. وی از سال ۱۹۸۶ میلادی تاکنون مشغول فعالیت بوده‌است.
از فیلم‌ها یا برنامه‌های تلویزیونی که وی در آنها نقش داشته‌است می‌توان به مونیخ، بلیت‌ها، اعتبار رز، اگر من یک مرد ثروتمند بودم و تحت درمان اشاره کرد.